# Dieter Rebentisch
Dieter Rebentisch (* 2. Oktober 1941 in Frankfurt am Main) ist ein deutscher Historiker.

## Leben
Nach dem Besuch des humanistischen Heinrich-von-Gagern-Gymnasiums studierte er von 1961 bis 1965 Klassische Philologie, Geschichte und Politikwissenschaft an der Universität Frankfurt am Main. 1965–1968 war er wissenschaftliche Hilfskraft am Lehrstuhl für Zeitgeschichte und 1969–1969 Assistent des Funkkollegs Geschichte des Hessischen Rundfunks. 1970 erfolgte die Promotion mit einer Untersuchung über den Frankfurter Oberbürgermeister Ludwig Landmann. Danach war er von 1971 bis 1979 Dozent für moderne Stadt- und Verwaltungsgeschichte an der Goethe-Universität. In den Jahren 1979–1980 vertrat er eine Professur für Zeitgeschichte an der Universität Gießen. 1981/1982 war er Stipendiat der Deutschen Forschungsgemeinschaft und anschließend von 1983 bis 1991 wissenschaftlicher Referent der Friedrich-Ebert-Stiftung in Bonn. 1986 erfolgten seine Habilitation und seine Ernennung zum Privatdozenten. Von 1991 bis 2003 war er Leiter des Instituts für Stadtgeschichte der Stadt Frankfurt am Main und wirkte zudem als außerplanmäßiger Professor an der Johann Wolfgang Goethe-Universität. Seit 1982 war er Mitglied und von 1992 bis 2004 Geschäftsführer der Frankfurter Historischen Kommission.
Dieter Rebentisch ist verheiratet mit der Historikerin Angelika Raab-Rebentisch (* 1949).

## Schriften (Auswahl)
Monographien
- Führerstaat und Verwaltung im Zweiten Weltkrieg. Verfassungsentwicklung und Verwaltungspolitik 1939–1945. Steiner-Verlag, Wiesbaden 1989, ISBN 3-515-05141-4.
- Ludwig Landmann. Frankfurter Oberbürgermeister der Weimarer Republik. Steiner, Wiesbaden 1975, ISBN 3-515-01993-6.
- Friedrich Ebert und die Paulskirche. Die Weimarer Demokratie und die 75-Jahrfeier der 1848er Revolution. Stiftung Reichspräsident-Friedrich-Ebert-Gedenkstätte, Heidelberg 1998, ISBN 3-928880-24-1.

Aufsätze
- Kommunalpolitik, Konjunktur und Arbeitsmarkt in der Endphase der Weimarer Republik, in: Rudolf Morsey (Hrsg.): Verwaltungsgeschichte. Berlin 1977, S. 107–157 (= Schriftenreihe der Hochschule Speyer).
- Die deutsche Sozialdemokratie und die kommunale Selbstverwaltung 1890–1975, in: Archiv für Sozialgeschichte 25, 1985, S. 1–75.
- Hitlers Reichskanzlei zwischen Politik und Verwaltung, in: Dieter Rebentisch und Karl Teppe (Hrsg.): Verwaltung contra Menschenführung im Staat Hitlers. Göttingen 1986, S. 299–345.
- Gipfeldiplomatie und Weltökonomie. Weltwirtschaftliches Krisenmanagement während der Kanzlerschaft Helmut Schmidts 1974–1982, in: Archiv für Sozialgeschichte 28, 1988, S. 307–332.
- Max Beckmann und Frankfurt am Main, in: Archiv für Frankfurts Geschichte und Kunst 69, 2003, S. 127–157.
- Das Musiktheater der „Moderne“ und die NS-Diktatur. Die Frankfurter Oper 1933–1945, in: Archiv für Frankfurts Geschichte und Kunst 71, 2008, S. 137–163.

Herausgeber
- 18 Bände der Reihe Studien zur Frankfurter Geschichte und sieben Jahrbücher des Archivs für Frankfurts Geschichte und Kunst